# Mepcp
Mepcp ou Metodologia Estruturada de Planejamento e Controle de Projetos é uma metodologia baseada nos conceitos do PMBOK e no ciclo do PDCA. É utilizada em todas as etapas do projeto, desde a inicialização até seu encerramento, passando por planejamento e acompanhamento. Cada etapa é suportada por documentos específicos, que fazem parte do Sistema de Gerenciamento de Projetos.
A metodologia foi criada pelo Prof. Darci Prado, especialista em gestão de projetos. O autor possui diversos livros sobre o assunto, que podem ser consultados como referência.